# Mallapura, Arkalgud
Mallapura là một làng thuộc tehsil Arkalgud, huyện Hassan, bang Karnataka, Ấn Độ.